# تیکارسیلین/کلاوولانیک اسید
تیکارسیلین/کلاوولانیک اسید(به انگلیسی: Ticarcillin/clavulanic acid)، یا کو-تیکارکلاو(به انگلیسی: co-ticarclav)، یک آنتی بیوتیک ترکیبی است که از تیکارسیلین، که یک آنتی بیوتیک بتا- لاکتام و اسید کلاوولانیک، که یک مهار کننده بتا-لاکتاماز است، تشکیل شده‌است. این ترکیب منجر به تولید یک آنتی بیوتیک با افزایش طیف عمل و اثر بخشی در برابر باکتری‌های مقاوم در برابر تیکارسیلین می‌شود که با تولید بتا-لاکتامازها عملکرد آنتی بیوتیک بتالاکتامی را مختل می‌کنند.